# Шелле, Иоганн

Обложка грампластинки с музыкальными произведениями Иоганна Шелле. 2012 г.

Иоганн Шелле (нем. Johann Schelle; крещён 6 сентября 1648, Гайзинг, Саксония — 10 марта 1701, Лейпциг) — немецкий барочный композитор, музыкальный педагог.

## Биография
Родился в районе Рудных гор. С детского возраста с 1655 по 1657 годах был певчим в саксонской капелле в Дрездене, ученик композитора и капельмейстера Генриха Шютца. С 1657 по 1664 по рекомендации Шютца, пел в Вольфенбюттеле. В 1665 по 1667 пел в хоре мальчиков Лейпцигской Школы Святого Фомы.
В возрасте 19 лет поступил в Лейпцигский университет.
Позже, в 1670 году служил кантором в Айленбурге близ Лейпцига. С 1677 — педагог, кантор в знаменитой Лейпцигской Школе Святого Фомы, где в числе его учеников были Кристоф Граупнер, Райнхард Кайзер, Иоганн Давид Хайнихен, Фридрих Вильгельм Цахау.
Сочинял почти исключительно духовную музыку на немецкие тексты. Внёс большой вклад в развитие жанра лютеранской церковной кантаты; в его творчестве кантата на евангельский текст утвердилась как самостоятельная форма. Из около 200 сочинений, сохранилось лишь 47 произведений И. Шелле, из них особо выделяется 26-голосная хоральная кантата Lobe den Herrn. При жизни композитора было издано только Christus ist des Gesetzes Ende (Leipzig 1684).

## Избранные музыкальные произведения

### Кантатыимотеты
- Ach, mein herzliebes Jesulein
- Ah! Quam multa sunt peccata
- Also hat Gott die Welt gelibet
- Aus der Tiefen rufe ich, Herr, zu dir
- Barmherzig und gnädig ist der Herr
- Christus ist des Gesetzes Ende
- Da die Zeit erfüllet ward
- Das ist mir lieb
- Die auf den Herren hoffen
- Durch Adams Fall
- Ehre sei Gott in der Höhe
- Eructavit cor meum
- Gott, sei mir gnädig
- Herr, lehre uns bedenken
- Komm, Jesu, komm
- Lobe den Herrn, meine Seele
- Machet die Tore welt
- Nun komm der Heiden Heiland
- Uns ist ein Kind geboren - две версии
- Vom Himmel kam der Engel Schar
- Wohl dem, der den Herren fur chtet
- Рождественская оратория Actus musicus auf Weihnachten